# Loud 'n' Proud
Loud 'n' Proud è il quarto album dei Nazareth, uscito nel novembre del 1973 per l'Etichetta discografica Mooncrest Records.

## Tracce
Brani composti da Dan McCafferty, Manuel Charlton, Pete Agnew e Darrell Sweet, eccetto dove indicato.
Lato A
1. Go Down Fighting – 3:05
2. No Fuking It – 3:43
3. Turn on Your Receiver – 3:18
4. Teenage Nervous Breakdown – 4:00 (Lowell George)
5. Freewheeler – 5:31

Durata totale: 19:37
Lato B
1. This Flight Tonight – 3:23 (Joni Mitchell)
2. Child in the Sun – 4:48
3. Ballad of Hollis Brown – 9:10 (Bob Dylan)

Durata totale: 17:21
Edizione CD del 1996, pubblicato dalla Essential Records (ESMCD 379)
Brani composti da Dan McCafferty, Manuel Charlton, Pete Agnew e Darrell Sweet, eccetto dove indicato 
1. Go Down Fighting
2. Not Faking It
3. Turn on Your Receiver
4. Teenage Nervous Breakdown (Lowell George)
5. Freewheeler
6. This Flight Tonight (Joni Mitchell)
7. Child in the Sun
8. The Ballad of Hollis Brown (Bob Dylan)
9. This Flight Tonight (Joni Mitchell) – Bonus Track - US Version
10. Go Down Fighting – Bonus Track - US Version
11. The Ballad of Hollis Brown (Bob Dylan) – Bonus Track - Edit Version

Edizione CD del 2006, pubblicato dalla Air Mail Archive Records (AIRAC-1203)
Brani composti da Dan McCafferty, Manuel Charlton, Pete Agnew e Darrell Sweet, eccetto dove indicato
1. Go Down Fighting – 3:05
2. Not Faking It – 4:01
3. Turn on Your Receiver – 3:20
4. Teenage Nervous Breakdown – 3:43 (Lowell George)
5. Freewheeler – 5:32
6. This Flight Tonight – 3:24 (Joni Mitchell)
7. Child in the Sun – 4:51
8. The Ballad of Hollis Brown – 9:20 (Bob Dylan)
9. This Flight Tonight – 3:26 (Joni Mitchell) – Bonus Track - US Version
10. Go Down Fighting – 3:06 – Bonus Track - US Version
11. The Ballad of Hollis Brown – 5:11 (Bob Dylan) – Bonus Track - Edited Version
12. Freewheeler – 4:40 – Bonus Track - Edited Version

Durata totale: 53:39

## Formazione
- Dan McCafferty - voce solista
- Manuel Charlton - chitarra elettrica, chitarra acustica, chitarra slide, accompagnamento vocale
- Pete Agnew - basso, accompagnamento vocale
- Pete Agnew - basso fuzz (brano: The Ballad of Hollis Brown)
- Darrell Sweet - batteria, percussioni, accompagnamento vocale

Note aggiuntive
- Roger Glover - produttore
- Roger Glover - percussioni (brano: Freewheeler)
- Registrazioni effettuate al Ganguth di Jamestown, Scozia con la Pye Mobile Unit
- Bob Harper - ingegnere del suono
- Remixato al AIR Studios di Londra
- Geoff Emerick - ingegnere del remixaggio
- Brani: Child in the Sun e The Ballad of Hollis Brown registrati al Apple Studios di Londra
- John Mills - ingegnere del suono